# Eucynorta interposita
Eucynorta interposita is een hooiwagen uit de familie Cosmetidae.